# Šugendo
Šugendo je izrazito asketski oblik budizma, specifičan za Japan, a zasniva se na obožavanju planina. Majstori ovog monaškog reda poznatli su pod imenom Jamabuši. Manastir na uzvišenju Haguru usnovan je pre 1400 godina.

## Literatura
- Kembridžova ilustrovana istorija religije, Stylos, Novi Sad. 2006.  978-86-7473-281-6..